# Filão de Lárissa
Filão de Lárissa em grego:  Φίλων; 154/3–84/3 a.C.) foi um  filósofo grego. Era estudante de Clitómaco, a quem sucedeu como líder da Academia de Platão. Nenhum dos seus escritos sobreviveu. 
Durante a Primeira Guerra Mitridática, altura do desaparecimento da Academia, Filon viajou até Roma, onde Cícero ouviu os seus ensinamentos. 
Era um eclético, tal como Clitómaco e Carnéades antes dele, mas ofereceu uma visão mais moderada do cepticismo em relação aos seus mestres, permitindo crenças provisórias, sem certezas, e acentuando os aspectos positivos do seu probabilismo. Assim, reaproximou a filosofia acadêmica do antigo "dogmatismo" platônico. Fundou a chamada Quarta Academia e abriu caminho para uma reafirmação "dogmática" mais decidida, por parte do  seu discípulo e successor Antíoco de Ascalão, fundador da Quinta Academia.. 